# Festiwal w Salzburgu
Festiwal w Salzburgu (Salzburger Festspiele) – jest uznawany za największy letni festiwali muzyki i teatru w Europie trwający 5 tygodni (późny lipiec – koniec sierpnia).

## Historia
Pierwszy letni festiwal w Salzburgu pod nazwą Internationale Musikfeste in Salzburg odbył się w 1877 r. Festiwal ten przestano organizować w roku 1910. Do pomysłu letniego festiwalu muzycznego wrócono po zakończeniu I wojny światowej w roku 1918. Inicjatywę podjęły wówczas podjęło 5. mężczyzn, którzy obecnie uznawani są za założycieli Festiwalu w Salzburgu: kompozytor Richard Strauss, poeta i dramaturg Hugo von Hofmannsthal, reżyser Max Reinhardt, scenograf Alfred Roller i dyrygent Franz Schalk.
Pierwsza edycja po odnowieniu formuły festiwalu rozpoczęła się od premiery sztuki Jedermann („Moralność”) Hofmannsthala 22 września 1920 r. w reżyserii Reinhardta.
Za złoty okres festiwalu uznaje się lata 1934–1937, kiedy uczestniczyli w nim wybitni dyrygenci Arturo Toscanini i Bruno Walter. Popularność festiwalu zmalała po aneksji Austrii przez III Rzeszę w 1938 roku. Festiwal organizowano w pierwszych latach II wojny światowej (nie odbył się jedynie w latach 1943 i 1944).
W 2006 roku Festiwal w Salzburgu świętował 250 rocznicę urodzin Wolfganga Amadeusa Mozarta. Uczczono to wystawieniem wszystkich 22 oper kompozytora (włączając do repertuaru dwie niedokończone opery). Przedsięwzięcie to zarejestrowano także na DVD (Universal Music Group), jako projekt M22.

## Źródła
- Strona oficjalna Festiwalu w Salzburgu
- Kolekcja materiałów wideo, audio i graficznych w Wikimedia Commons